# Ahmed Boughéra El Ouafi
Ahmed Boughéra El Ouafi, Arabisch أحمد بوغيرا العوافي, (Ouled Djellal (Algerije), 15 oktober 1898 – Parijs, 18 oktober 1959) was een Algerijns/Franse atleet, die tweemaal aan de Olympische Spelen deelnam en daarbij eenmaal een gouden medaille won op de marathon.

## Biografie

### Looptalent ontdekt
El Ouafi werd in Ouled Djellal nabij Biskra geboren. Hij deed daar later zijn militaire dienst bij het Franse 25e regiment schutters (in die tijd was Algerije Frans territorium) en maakte zodoende de laatste maanden van de Eerste Wereldoorlog mee, met name de bezetting van het Ruhrgebied dat volgde op de wapenstilstand van 11 november 1918. Eén van zijn officieren merkte, ondanks het zwakke gestel van El Ouafi, diens buitengewone aanleg voor het hardlopen op en besloot hem te laten deelnemen aan een militaire sportwedstrijd in Parijs om de kleuren van zijn regiment te verdedigen.

### Olympisch debuut
Vervolgens liep El Ouafi in mei en juni 1924 races over 15, 25 en 30 kilometer, maar verloor die steeds van Jean-Baptiste Manhès, een vooraanstaand loper in Frankrijk, die in 1920 al eerder had deelgenomen aan de Olympische Spelen van Antwerpen en bij die gelegenheid zesde was geworden op de 10.000 m. Toen El Ouafi op de Franse kampioenschappen Manhès echter versloeg op de marathon, werden beiden geselecteerd om deel te nemen aan de Olympische Spelen van Parijs. Bij zijn eerste olympische optreden eindigde El Ouafi op een eervolle zevende plaats in 2:54.19, dertien minuten achter de winnaar, de Fin Albin Stenroos. Manhès eindigde als twaalfde.

### Olympisch goud in Amsterdam
Zijn goede resultaat in Parijs stelde El Ouafi in staat om zich intensiever voor te bereiden voor de Olympische Spelen van Amsterdam in 1928. Driekwart van deze wedstrijd liep hij achter de koplopers en in de laatste vijf kilometer ging hij hen voorbij. Hij werd nimmer meer ingehaald en finishte als eerste met 26 seconden voorsprong op de tweede loper, Manuel Plaza uit Chili.

### Aan lager wal
Tussen 1928 en 1930 heeft hij daarna voor geld in circussen in de Verenigde Staten tegen mensen en dieren gelopen. Toen hij daarna in Frankrijk terugkwam werd hem verboden te lopen, omdat hij geen amateur meer was. Hij kocht een café in Parijs, maar werd opgelicht en raakte zijn geld kwijt. Hij leefde verder als clochard en alcoholist.
El Ouafi raakte in vergetelheid tot 1956, toen een andere Algerijn Alain Mimoun ook de olympische marathon won. Verslaggevers zochten Boughera El Ouafi op, die 28 jaar eerder de olympische marathon had gewonnen. Ze vonden hem als arme sloeber.

### Vermoord
El Ouafi werd drie dagen na zijn 61e verjaardag vermoord door leden van de Algerijnse Bevrijdingsbeweging Front de Libération Nationale, nadat hij had geweigerd hen te ondersteunen.

## Titels
- Olympisch kampioen marathon - 1928
- Frans kampioen marathon - 1924, 1928

## Persoonlijk record
| Afstand  | Tijd    | Jaar | Plaats    |
| -------- | ------- | ---- | --------- |
| marathon | 2:32.57 | 1928 | Amsterdam |

## Palmares

### Marathon
- 1924:  Franse kamp. in Parijs - 2:50.52,8
- 1924: 7e OS in Parijs - 2:54.19,6
- 1928:  Franse kamp. in Melun - 2:20.03
- 1928:  OS in Amsterdam - 2:32.57
- 1928:  New York (indoor) - 2:44.55,4

## Stripbiografie
- Nicolas Debon, Marathon, 2021. ISBN 9782205078213

1896: Spiridon Louis ·
1900: Michel Théato ·
1904: Thomas J. Hicks ·
1908: John Hayes ·
1912: Kenneth McArthur ·
1920: Hannes Kolehmainen ·
1924: Albin Stenroos ·
1928: Ahmed Boughéra El Ouafi ·
1932: Juan Carlos Zabala ·
1936: Sohn Kee-chung ·
1948: Delfo Cabrera ·
1952: Emil Zátopek ·
1956: Alain Mimoun ·
1960: Abebe Bikila ·
1964: Abebe Bikila ·
1968: Mamo Wolde ·
1972: Frank Shorter ·
1976: Waldemar Cierpinski ·
1980: Waldemar Cierpinski ·
1984: Carlos Lopes ·
1988: Gelindo Bordin ·
1992: Hwang Young-cho ·
1996: Josia Thugwane ·
2000: Gezahegne Abera ·
2004: Stefano Baldini ·
2008: Samuel Wanjiru ·
2012: Stephen Kiprotich ·
2016: Eliud Kipchoge ·
2020: Eliud Kipchoge ·
2024: Tamirat Tola